# Droga międzynarodowa M15 (Ukraina)
Droga magistralna M15 (ukr. Автошлях М 15) − trasa międzynarodowego znaczenia na terenie Ukrainy, część europejskiej trasy E87. M15 biegnie z południowego zachodu od Odessy do granicy z Mołdawią w  rejonie bołgardzkim, przechodzi przez wieś Palanka na terytorium Mołdawii (sama droga, odcinek długości ok. 8 km, na mocy porozumienia międzypaństwowego pozostaje jednak pod zarządem Ukrainy) i dalej przez Tatarbunary i Izmaił do przejścia granicznego Reni na trójstyku ukraińsko-mołdawsko-rumuńskim (Reni-Giurgiulești-Gałacz). Łączna długość 295,2km.
Miejscowości przy drodze M15
- Odessa
- Tatarbunary
- Izmaił
- Reni